# Апостол Илиев
Апостол Илиев е участник в Руско-турската война (1877 – 1878), опълченец в Българското опълчение.

## Биография
Апостол Илиев е роден в град Кюстендил. След обявяване на Руско-турската война (1877 – 1878) постъпва в Българското опълчение, в IV Опълченска дружина на 1 май 1877 година. Участва в сраженията при Шейново на 28 декември 1877 година, при село Тича на 17 януари 1878 година и при село Садово на 20 януари 1878 година. Уволнен е на 8 май 1878 година.